# تورالبا دي لوس فرايليس
بلدية تورالبا دي لوس فرايليس (بالإسبانية: Torralba de los Frailes) هي بلدية تقع في مقاطعة سرقسطة التابعة لمنطقة أراغون شمال شرق إسبانيا.

## الديموغرافيا
بلغ عدد سكان بلدية تورالبا دي لوس فرايليس 94 نسمة عام 2011 (وفقاً للمعهد الوطني الإسباني للإحصاء).
| 112 | 106 | 104 | 82 | 100 | 99 | 94 |